# Rudolf Ahlswede

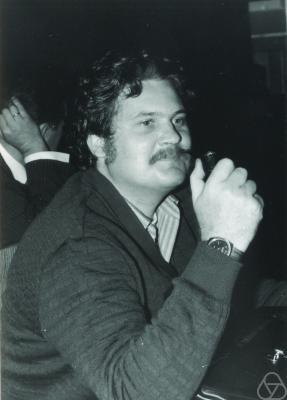
Rudolf Ahlswede (1971)

Rudolf Ahlswede (* 15. September 1938 in Dielmissen; † 18. Dezember 2010 in Polle) war ein deutscher Mathematiker.

## Akademisches Leben
Ahlswede wurde 1966 in Göttingen bei Konrad Jacobs mit dem Thema „Beiträge zur Shannonschen Informationstheorie im Falle nichtstationärer Kanäle“ promoviert. Er widmete sich auch in seiner weiteren Laufbahn der Informationstheorie und war einer der weltweit führenden Vertreter dieses Gebiets.
1988 erhielt er zusammen mit Imre Csiszar den Prize Paper Award der IEEE Information Theory Society für eine Arbeit auf dem Gebiet des Hypothesentestens sowie 1990 zusammen mit Gunter Dueck für eine neue Theorie der Nachrichtenidentifikation. Er war damit einer von gegenwärtig vier Wissenschaftlern, denen dieser Preis zweimal zugesprochen wurde.
Als emeritierter Professor der Universität Bielefeld erhielt Ahlswede 2006 den Claude-Elwood-Shannon-Award der IEEE Information Theory Society. Der Preis ist nach Claude Elwood Shannon benannt und wird seit 1974 für herausragende Leistungen auf dem Gebiet der Informationstheorie verliehen. Der Preis ging erst fünfmal an nicht aus den USA stammende Wissenschaftler.
Ahlswede arbeitete auch über Diskrete Mathematik. Hier war er nicht zuletzt beteiligt an der Ungleichung von Ahlswede-Daykin und der Ahlswede-Zhang-Identität.

## Schüler
Zu Ahlswedes Schülern zählen in alphabetischer Reihung Ingo Althöfer, Ning Cai, Christian Deppe, Gunter Dueck, Ulrich Tamm, Ingo Wegener,  Andreas Winter.

## Schriften
- mit Ingo Wegener: Suchprobleme. Teubner Verlag, Stuttgart 1979, Russische Version mit einem Anhang von Maljutov 1981.
- mit Ingo: Search Problems. English Edition of „Suchprobleme“ with Supplement of recent literature, R. L. Graham, J. K. Lenstra, and R. E. Tarjan (Eds.): Wiley-Interscience Series in Discrete Mathematics and Optimization. 1987.
- als Hrsg. mit Ingo Althöfer, N. Cai, G. Dueck, L. Khachatrian, M. S. Pinsker, A. Sárkozy und Z. Zhang: Numbers, Information and Complexity, 50 articles in honour of Rudolf Ahlswede. Kluwer Academic Publishers, Boston 2000.
- als Hrsg. mit L. Bäumer, N. Cai, H. Aydinian, V. Blinovsky, C. Deppe und H. Mashurian: General Theory of Information Transfer and Combinatorics, Lecture Notes in Computer Science vol. 4123. Springer-Verlag, 2006.
- als Hrsg. mit L. Bäumer und N. Cai: General Theory of Information Transfer and Combinatorics. Discrete Applied Mathematics, Volume 156, Issue 9, 2008.
- mit V. Blinovsky: Lectures on Advances in Combinatorics. Universitext, Springer-Verlag, 2008, ISBN 978-3-540-78601-6.

Einige Aufsätze:
- Beiträge zur Shannonschen Informationstheorie im Falle nichtstationärer Kanäle, Z. Wahrscheinlichkeitstheorie und verwandte Gebiete, Band 10,1968, S. 1–42 (Dissertation)
- An elementary proof of the strong converse theorem for the multiple-access channel, Journal of Combinatorics, Band 7, 1982, 216–230
- The capacity region of a channel with two senders and two receivers, Annals of Probability, Band 2, 1973, S. 805–814
- mit Peter Gács und Janos Körner Bounds on conditional probabilities with applications in multiuser communication, Z. Wahrscheinlichkeitstheorie und verwandte Gebiete, Band 34, 1976, 157–177